# Dar El Mrabet

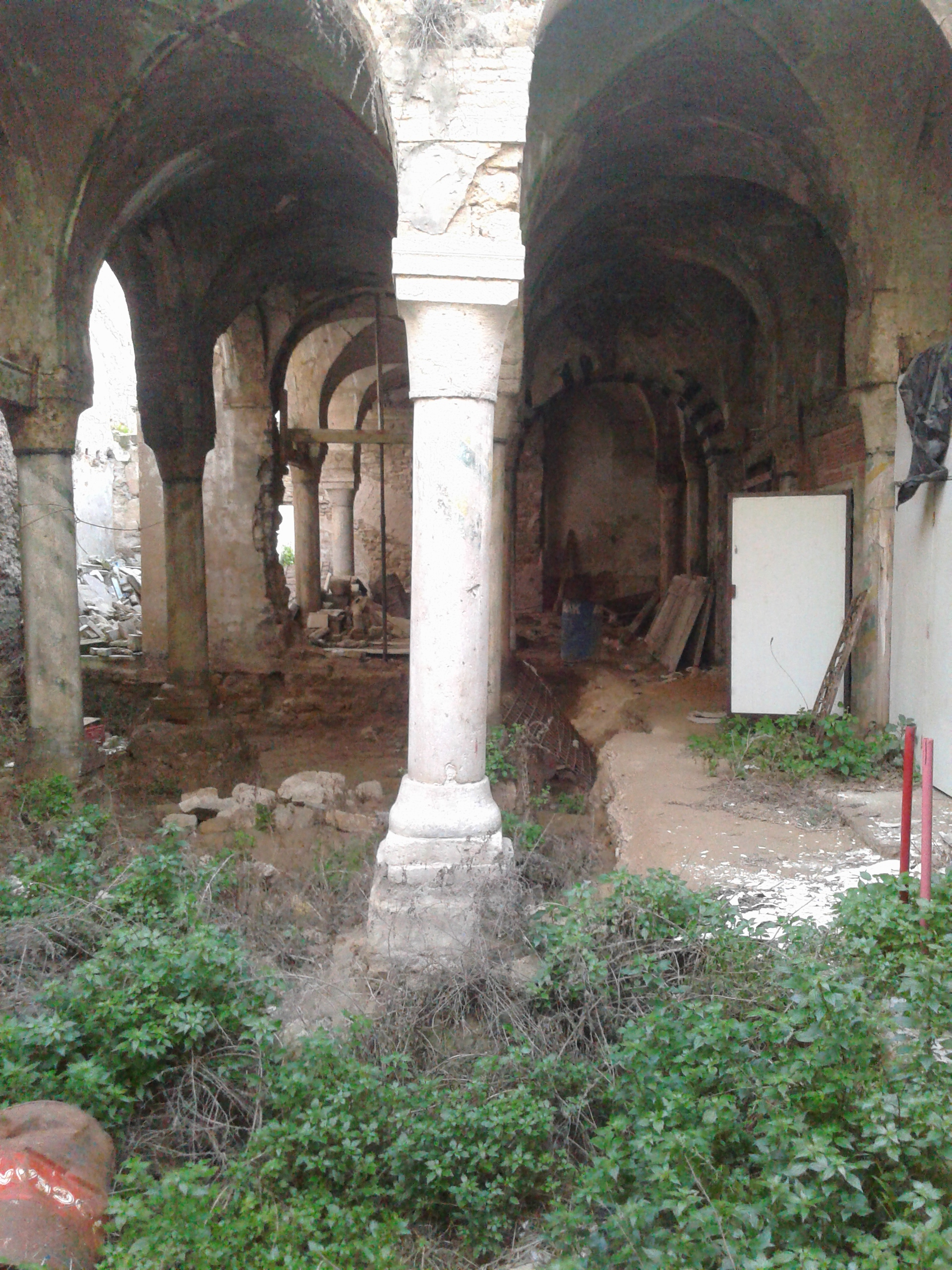
Ruines de la demeure.

Le Dar El Mrabet est une demeure de la médina de Tunis située sur la rue Sidi Ben Arous. Actuellement, le bâtiment est en ruine.

## Histoire
La demeure abrite, pendant l'époque du protectorat français, l'administration de la médina avec à sa tête le Cheikh El Médina.